# قوة دفاع بربادوس
قوة دفاع بربادوس هو الاسم الذي يطلق على مجموع القوات المسلحة في بربادوس. وقد تأسست هذه القوة في 15 آب 1979 م، وتقع على عاتقها مسؤولية الدفاع الخارجي ضد أي اعتداء، وكذا الأمن الداخلي في الجزيرة. ويقع مقر قوة دفاع بربادوس في قاعدة سانت آن فورت في سانت آن جاريسون في سانت مايكل. قوة الدفاع يقع مقرها الرئيسي في سانت آن فورت، حيث يُقدم الدعم الإداري واللوجستي لكامل قوة الدفاع.

## الهيكل التنظيمي
تتكون قوة دفاع بربادوس من أربعة تشكيلات، وهي:
- فوج بربادوس، وهذا التشكيل تحت قيادة القائد العقيد كارلوس لوفيل. ويقع مقره الرئيسي في سانت آن فورت وقاعدة پاراغون. وتعتبر هذا التشكيل هذا عنصر القوة الأرضية الرئيس، ويشمل كل من الوحدات في الخدمة والوحدات الاحتياطية.
- خفر سواحل بربادوس، وهو فرع بقيادة القائد مارك بيترسون، ضابط القيادة في خفر السواحل. هذا التشكيل هو التشكيل البحري في قوة دفاع بربادوس. وتقع على عاتقه مسؤولية الدوريات التي تعنى بحماية مياه بربادوس الإقليمية، فضلا عن مكافحة المخدرات والأعمال المساعدة الإنسانية وتمارين الإنقاذ. ويشمل هذا التشكيل كل من الوحدات العاملة جنبا إلى جنب مع وحدات الاحتياط.
- فيلق المرشحين (الطلبة العسكريون)، وهذا الفرع تحت قيادة العقيد إيرول براثويت. وهذا هو الفرع الذي يمثل المنظمة العسكرية الشبابية. وهذه القوة تشمل طلاب المشاة والبحرية. هذه المنظمة بدأت في عام 1904م. وقد كانت أول الإناث انضماما إلى فيلق المرشحين في سبعينيات وثمانينيات القرن العشربن. كاديت فيلق قد تعهد أيضا أغنية. وقد بدأت هذه القوة بثلاثة وحدات لكن اليوم توسعت إلى 22. هذه الوحدات يتم تجميعها في مناطق. وهناك أيضا فرقة موسيقية وطلاب البحرية والوحدات الطبية جنبا إلى جنب مع التدريب على إطلاق النار.
- جناح بربادوس الجوي، وقد تشكلت هذه القوة الجوية عام 1971 م، حيث تعمل في الخدمة طائرة واحدة من نوع البيتشكرافت كوين إير. وفي عام 1981 م حصلت القوة على طائرة من طراز سيسنا 402C. ومنذ عام 1985 م، سحبت جميع الطائرات من الخدمة، كذلك فإن الجناح الجوي لم يعد في الخدمة؛ إذ استغني عنه. ومع ذلك، فإن هناك تطلعات لإعادة بناء قوة جوية في بربادوس من جديد.

## معرض

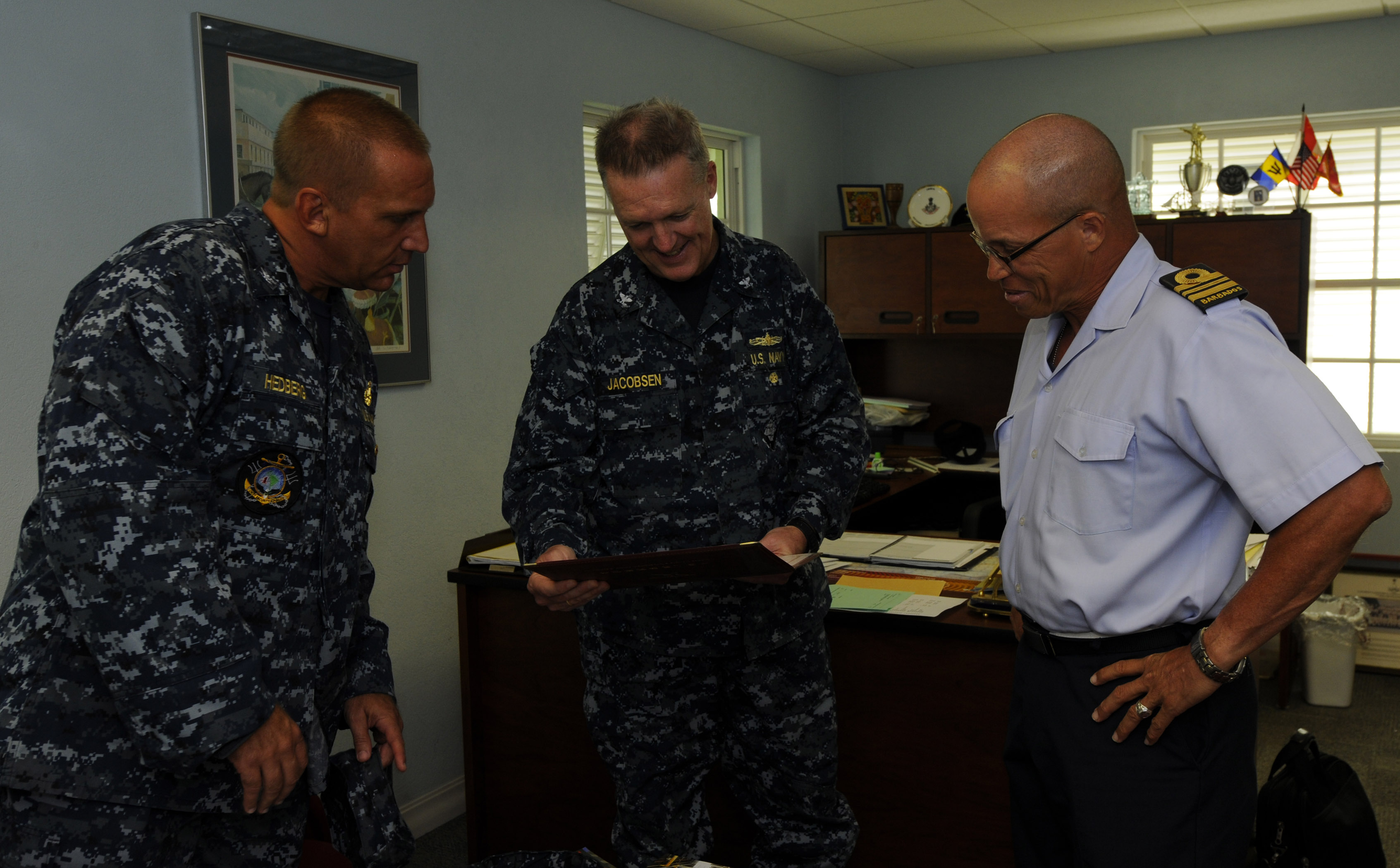
القائد السابق لخفر سواحل بربادوس العقيد شون ريس في لقاء مع اثنين من قادة الأركان الأمريكيين خلال زيارتهما للجزيرة.
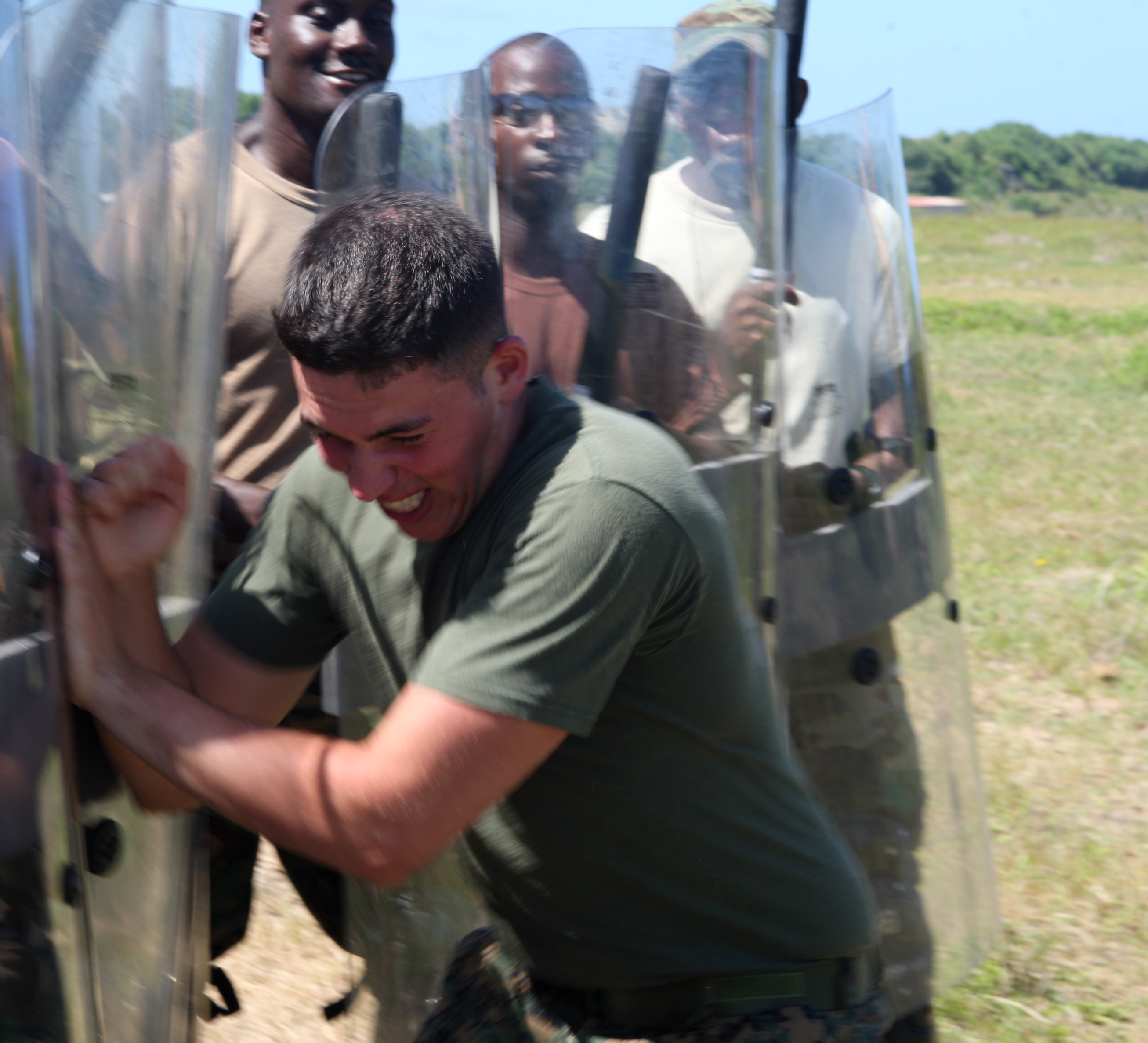
فرد من مشاة البحرية الأمريكية في تدريب لقوة دفاع بربادوس متعلق بالسيطرة على الحشود.
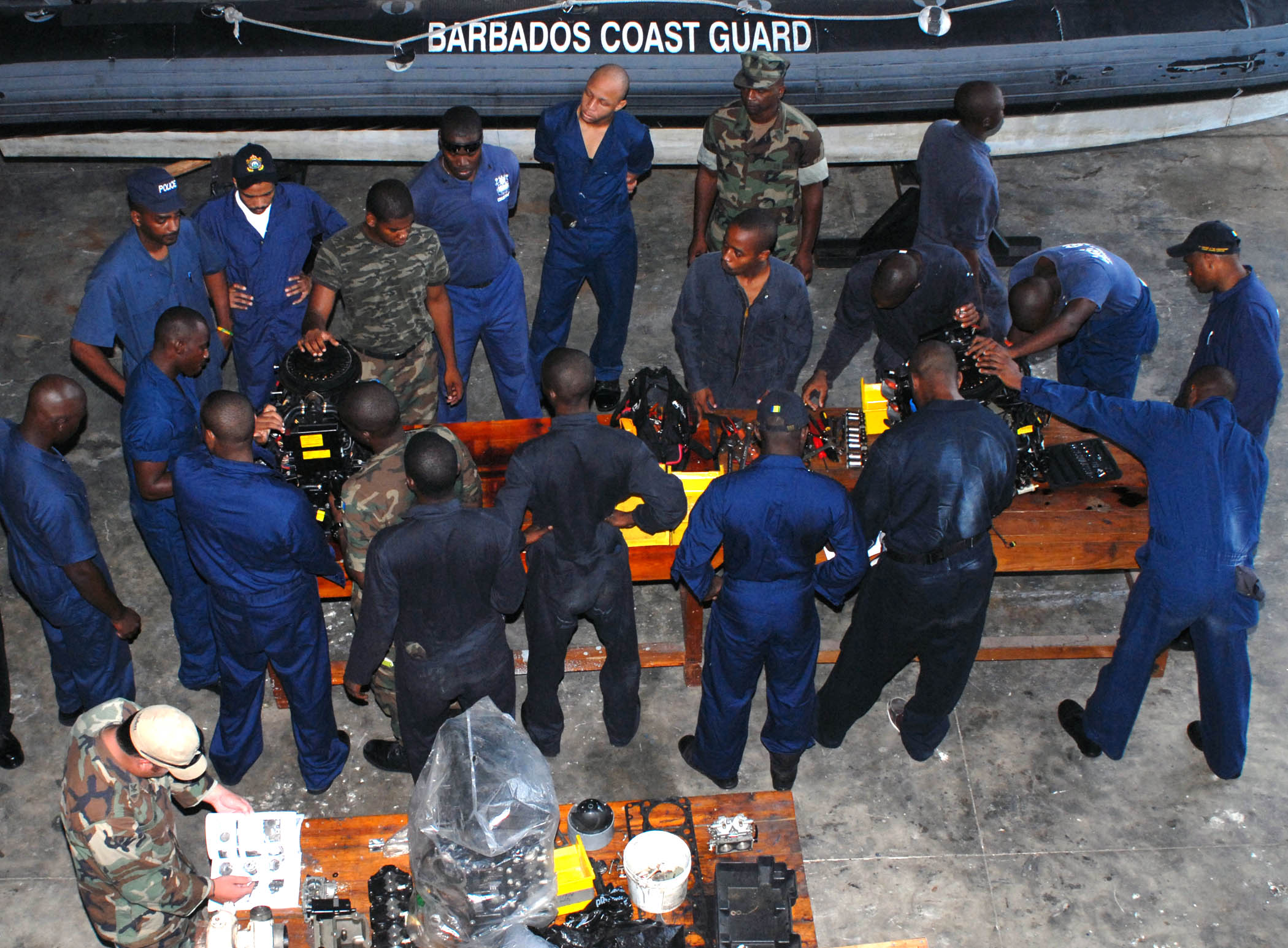
أعضاء من قوة دفاع بربادوس يفككون محرك زورق خلال تمرين مع القوات البحرية الأمريكية.
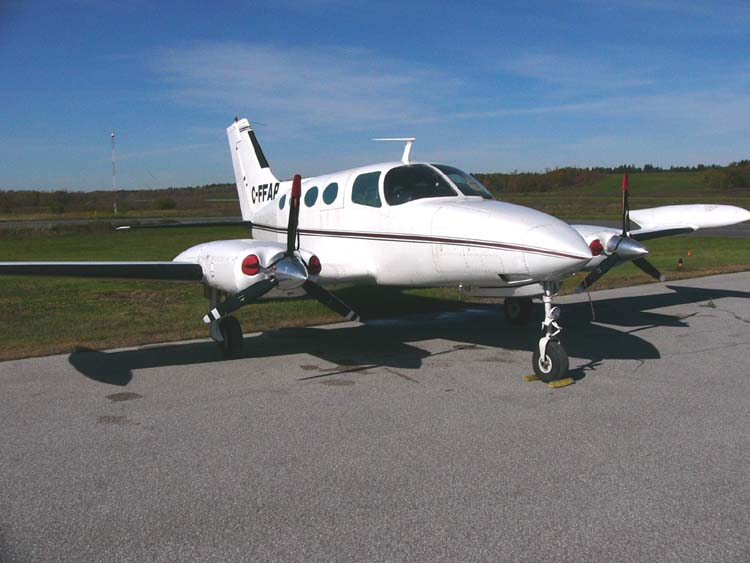
طائرة سيسنا من طراز 402C مماثلة لتلك التي تملكها قوة دفاع بربادوس.

## قراءة إضافية
- ملفات معلومات عالم الطائرات، منشورات  "برايت ستار"، ملف لندن 342 ورقة 1

## وصلات خارجية
- بربادوس قوة دفاع الموقع الرسمي
- بربادوس قوة الدفاع